# Топорівська сільська рада (Ружинський район)
Топорівська сільська рада — колишня адміністративно-територіальна одиниця та орган місцевого самоврядування у Ружинському і Попільнянському районах Бердичівської округи, Київської й Житомирської областей Української РСР та України з адміністративним центром у с. Топори.

## Населені пункти
Сільській раді були підпорядковані населені пункти:
- с. Топори

## Населення
Відповідно до перепису населення СРСР, станом на 17 грудня 1926 року, чисельність населення ради становила 2 855 осіб, з них за статтю: чоловіків — 1 354, жінок — 1 501, етнічний склад: українців — 2 522, росіян — 11, євреїв — 166, поляків — 142, інших — 14. Кількість господарств — 639, з них несільського типу — 76.
Відповідно до результатів перепису населення СРСР, кількість населення ради станом на 12 січня 1989 року становила 1 370 осіб.
Станом на 5 грудня 2001 року, відповідно до перепису населення України, кількість мешканців сільської ради становила 1 109 особу.

## Склад ради
Рада складалася з 12 депутатів та голови.

### Керівний склад сільської ради
| ПІБ                         | Основні відомості                                                                       | Дата обрання | Дата звільнення |
| --------------------------- | --------------------------------------------------------------------------------------- | ------------ | --------------- |
| Лянга Володимир Миколайович | Сільський голова, 1958 року народження, освіта, безпартійний                            | 26.03.2006   | 31.10.2010      |
| Лянга Володимир Миколайович | Сільський голова, 1958 року народження, освіта середня спеціальна, член Партії регіонів | 31.10.2010   |                 |

Примітка: таблиця складена за даними джерела

## Історія
Створена 1923 року в с. Топори Топорівської волості Сквирського повіту Київської губернії. Станом на 17 грудня 1926 року в підпорядкуванні значилися хутір Попів, колектив Новий Шлях та Топорівська цукроварня, які на 1 жовтня 1941 року не перебували на обліку населених пунктів.
Станом на 1 вересня 1946 року та 1 січня 1972 року сільська рада входила до складу Ружинського району Житомирської області, на обліку в раді перебувало с. Топори.
Виключена з облікових даних 17 липня 2020 року. Територію та населені пункти ради, відповідно до розпорядження Кабінету Міністрів України № 711-р «Про визначення адміністративних центрів та затвердження територій територіальних громад Житомирської області», включено до складу Ружинської селищної територіальної громади Бердичівського району Житомирської області.
Входила до складу Ружинського (7.03.1923 р., 4.01.1965 р.) та Попільнянського (30.12.1962 р.) районів.